# Minuscule 496
- Papyrus
- Onciale
- Minuscules
- Lectionnaire

Minuscule 496 (numérotation Gregory-Aland), δ 360 (numérotation Soden), est un manuscrit du Nouveau Testament sur parchemin en grec en lettres minuscules. La paléographie l'estime du XIIIe siècle. Scrivener le désigne par le numéro 582. Le manuscrit a un contenu complexe avec des marginalia pleines et des livres liturgiques.

## Description
Le codex contient le Nouveau Testament complet à l'exception de l'Apocalypse sur trois cents feuilles de parchemin de taille 19,7 × 13,2 cm). Il n'a aucune lacune. Le texte est écrit sur une colonne par page à raison de 33 à 40 lignes par page.
Le texte est divisé en chapitres κεφαλαια dont les nombres sont dans la marge, et les titres τιτλοι sont en haut des pages. Le texte des Évangiles a également une division qui se réfère aux Canons de concordances.
Il comprend la Lettre d'Eusèbe à Carpien, une introduction, des tables des matières κεφαλαια avec chaque livre, des marques de lectionnaires en marge pour l'utilisation liturgiques, incipits, des livres liturgiques avec les hagiographies de Synaxaire et Ménologe, ainsi qu'à la fin de chaque livre le nombre de Stichométrie στιχοι.
L'ordre des livres est habituel : Évangiles, Actes des Apôtres, Épîtres catholiques, et les Épîtres de Paul. La péricope de Jésus et la femme adultère n'est pas présente.

## Texte
Le texte grec du codex est de type byzantin. Kurt Aland le classe dans la Catégorie V.
Le texte initial a été corrigé.

## Histoire
Le manuscrit a d'abord été daté du XIIIe siècle ou XIVe siècle, désormais il est estimé par l'INTF (en) du XIIIe siècle.
En 1846 le manuscrit a été acheté avec le codex 495 par le capitaine C. K. MacDonald, qui visitait le Mont Sinaï et qui a vu à cette occasion le Codex Sinaiticus. Le manuscrit est ajouté à la liste des manuscrits du Nouveau Testament par Scrivener sous le numéro 582 et Caspar René Gregory sous le numéro 496. Il est examiné par Scrivener et Samuel Thomas Bloomfield (en).
En 2014 il est conservé à British Library de Londres sous la référence (Additional Manuscripts, 16184).